# Hemistola stathima
Hemistola stathima är en fjärilsart som beskrevs av Louis Beethoven Prout 1935. Hemistola stathima ingår i släktet Hemistola och familjen mätare. Inga underarter finns listade i Catalogue of Life.